# Grüne Pfirsichblattlaus
Die Grüne Pfirsichblattlaus (Myzus persicae) ist eine Blattlaus aus der Gattung Myzus in der Familie der Röhrenblattläuse (Aphididae). Die Tiere sind Schädlinge. Der Hauptschaden entsteht durch die Übertragung zahlreicher pflanzenpathogener Viren.

## Merkmale
Die Läuse erreichen eine Körperlänge von zwei Millimetern. Sie kommen in zwei Farbvarianten vor. Die flugunfähigen Tiere der Sommergeneration, die keine Flügel besitzen, sind grün gefärbt; bei den folgenden, flugfähigen Generationen sind Kopf und Teile des Thorax schwarzbraun bis schwarz gefärbt.

## Lebensweise
Die Tiere leben, anders als die ähnlichen Schwarzen Bohnenläuse, nicht in Kolonien und sind wirtswechselnd. Die Überwinterung erfolgt vorwiegend im Eistadium an Pfirsichbäumen, aber auch als ausgewachsene Imagines an geeigneten Stellen, an denen sie sich auch nach der Überwinterung gleich den im Mai vom Hauptwirt zufliegenden Läusen parthenogenetisch weiterentwickeln. Während des Sommers treten mehrere Generationen auf.

## Schadbild
Die hauptsächlichen Symptome eines Befalls durch die Grüne Pfirsichblattlaus sind Einrollen der Blätter und bei starkem Befall Vergilbungserscheinungen an den Sommerwirten.

## Bekämpfung
Sie können auch an Kulturpflanzen wie zum Beispiel Kartoffeln Schäden anrichten, weswegen zu ihrer Bekämpfung Insektizide eingesetzt werden. Die Schäden werden aber nicht durch die Tiere selbst, sondern durch die Übertragung von Viren verursacht, die die Blätter vergilben lassen.